# Primário (astronomia)

Movimento do baricentro do sistema solar em relação ao Sol.

Um Primário, (primário gravitacional, corpo primário ou corpo central) é o principal corpo de um sistema gravitacional composto por vários objetos. Esse corpo, contribui com a maior parte da massa daquele sistema e vai, normalmente, estar localizado próximo ao seu centro de massa. 
No sistema solar, o Sol é o Primário para todos os objetos que orbitam ao redor dele. Da mesma forma, o primário de todos os satélites, sejam eles naturais ou artificiais, é o planeta que eles orbitam. A palavra primário, é usada para evitar especificar que o objeto próximo ao centro de massa, é um planeta, uma estrela ou qualquer outro corpo celeste. Nessa forma genérica, primário é sempre usado como um substantivo. 